# NGC 7496A
NGC 7496A (другие обозначения — PGC 70687, ESO 291-7, AM 2309-440, KDWG 274) — галактика в созвездии Журавль.
Этот объект не входит в число перечисленных в оригинальной редакции «Нового общего каталога» и был добавлен позднее.